# Cuspidaria cuspidata
Cuspidaria cuspidata är en musselart som först beskrevs av Giuseppe Olivi 1792.  Cuspidaria cuspidata ingår i släktet Cuspidaria och familjen Cuspidariidae. Arten är reproducerande i Sverige. Inga underarter finns listade i Catalogue of Life.